# Il barone di Münchhausen (film 2012)
Il barone di Münchhausen (Baron Münchhausen) è una miniserie TV tedesca del 2012 diretto da Andreas Linke.
La miniserie combina diversi episodi delle storie del barone Karl Friedrich Hieronymus von Münchhausen.
Suddivisa in due parti è stata trasmessa da Das Erste, primo canale dell'ARD, il 25 e 26 dicembre 2012. In Italia è stata trasmessa in un unico pomeriggio da Rai 2 il 28 dicembre 2013.

## Trama
In una piccola taverna, l'impoverito Barone di Münchhausen cerca di arrangiarsi con quanto raccoglie raccontando le sue storie. Questo è il motivo per cui racconta come ha difeso San Pietroburgo per la zarina Caterina dagli attacchi dei Turchi. Durante quella battaglia aveva incontrato l'uomo più forte del mondo (Vladimor) e l'uomo più veloce del mondo (Hermet). Per sconfiggere il sultano, era volato nel campo turco su una palla di cannone. Di ritorno al palazzo dell'Imperatrice, lo aveva premiato con un distintivo d'onore e con una cosa preziossima: il suo bacio.
A questo punto la narrazione viene interrotta da Constanze von Hellberg, che lo accusa di essere un bugiardo. Quando il barone cerca di dimostrare che la storia è vera, si rende conto che il distintivo d'onore gli è stato rubato. A quanto pare, una ragazzina fuggita da un circo, Frieda, è il ladro che afferma anche che il barone è suo padre. Dopo alcune vicende, il barone, Constanze e Frieda si dirigono verso San Pietroburgo, dove Münchhausen vuole sbarazzarsi della ragazzina per consegnarla alla madre. A questo punto, Frieda sapeva già che sua madre era morta.
Lungo la strada devono affrontare alcune avventure, alcune delle quali corrispondono a famose storie di Münchhausen. Alla fine della prima parte, i tre vengono catturati dai pirati che cercano di portare una nave a San Pietroburgo, da cui possono fuggire su una palla di cannone.
A causa di una sfortunata circostanza, Frieda e Münchhausen sono separate da Constanze e atterrano sulla luna. Lì incontrano l'uomo della luna. Segue una visita alla cantina segreta della Zarina, dove incontrano Vladimor. Alla fine, arrivano alla corte della Zarina, dove Frieda viene rapita dal Sultano, il mortale nemico di Münchhausen. Quando Münchhausen incontra di nuovo Constanze, i due decidono di salvarla. Dopo varie vicende la liberazione ha successo e Vladimor, Hermet, Frieda, il barone e Constanze tornano a casa in mongolfiera.

## Produzione
La miniserie era prevista in tre parti di 60 minuti, ma è stata trasmessa in due parti di 90 minuti.
Il ruolo di Frieda è stato coperto dalle due sorelle gemelle Helen e Isabelle Ottmann di queste, però, solo Isabelle ha poi continuato la carriera di attrice.